# FIPS 140-2
FIPS 140-2, или Федеральный стандарт по обработке информации 140-2 — стандарт компьютерной безопасности правительства США, используемый для утверждения криптографических модулей. Первоначальная публикация состоялась 25 мая 2001 года и была обновлена 3 декабря 2002 года.

## Назначение
Национальный институт стандартов и технологий США выпустил серию публикаций FIPS 140 с целью координации требований и стандартов к криптографическим модулям, включающим как аппаратные, так и программные компоненты. Защита криптографического модуля в системе безопасности необходима для сохранения конфиденциальности и целостности информации, защищаемой модулем. Этот стандарт определяет требования безопасности, которые будут выполняться криптографическим модулем. Стандарт предусматривает повышение качественного уровня безопасности, предназначенного для охвата широкого круга потенциальных приложений и сред. Требования к безопасности охватывают области, связанные с безопасной разработкой и реализацией криптографического модуля. К этим областям относятся спецификация криптографического модуля; порты и интерфейсы криптографического модуля; модель конечного состояния; физическая безопасность; операционная среда; управление криптографическими ключами; электромагнитные помехи / электромагнитная совместимость, самодиагностика; проектирование; и смягчение других атак.
Федеральные агентства и ведомства могут проверить, что используемый модуль покрывается существующим сертификатом FIPS 140-1 или FIPS 140-2, который указывает точное имя модуля, аппаратное обеспечение, программное обеспечение, прошивку и/или номера версии апплета. Криптографические модули производятся частным сектором или сообществами с открытым исходным кодом для использования правительством США и другими регулируемыми отраслями (такими как финансовые учреждения и учреждения здравоохранения), которые собирают, хранят, передают, совместно используют и распространяют конфиденциальную, но несекретную (SBU) информацию. Коммерческий криптографический модуль также обычно называют аппаратным модулем безопасности (HSM).

## Уровни безопасности
Федеральный стандарт по обработке информации 140-2 определяет четыре уровня безопасности. Он не определяет подробно, какой уровень безопасности требуется для какого-либо конкретного приложения.

### Уровень 1
Уровень безопасности 1 обеспечивает самый низкий уровень безопасности. Для криптографического модуля определены основные требования безопасности (например, должен использоваться хотя бы один утвержденный алгоритм или утвержденная функция безопасности). В криптографическом модуле уровня безопасности 1 не требуются специальные механизмы физической защиты, выходящие за рамки базовых требований к компонентам производственного уровня. Примером криптографического модуля первого уровня безопасности является плата шифрования персонального компьютера (ПК).

### Уровень 2
Уровень безопасности 2 улучшает механизмы физической безопасности криптографического модуля уровня безопасности 1, требуя функций, которые показывают доказательства несанкционированного вмешательства, включая защиту, которая должны быть нарушена, чтобы получить физический доступ к криптографическим ключам открытого текста и критическим параметрам безопасности (CSP) в модуле, или устойчивые к взлому замки на крышках или дверях для защиты от несанкционированного физического доступа.

### Уровень 3
В дополнение к физическим механизмам безопасности, требуемым на уровне безопасности 2, уровень безопасности 3 пытается предотвратить получение злоумышленником доступа к CSP, хранящимся в криптографическом модуле. Механизмы физической защиты, требуемые на уровне безопасности 3, предназначены для высокой вероятности обнаружения и реагирования на попытки физического доступа, использования или модификации криптографического модуля. Механизмы физической безопасности могут включать в себя использование надежных корпусов и схемы обнаружения/реагирования на несанкционированное вмешательство, которые обнуляют все текстовые CSP при открытии съемных крышек криптографического модуля.

### Уровень 4
Уровень безопасности 4 обеспечивает самый высокий уровень безопасности. На этом уровне безопасности механизмы физической защиты обеспечивают полный пакет защиты вокруг криптографического модуля с целью обнаружения и реагирования на все несанкционированные попытки физического доступа. Проникновение в корпус криптографического модуля с любого направления имеет очень высокую вероятность обнаружения, что приводит к немедленному удалению всех текстовых CSP.Криптографические модули уровня безопасности 4 полезны для работы в физически незащищенных средах. Уровень безопасности 4 также защищает криптографический модуль против компрометации безопасности благодаря обеспечению должных для напряжения тока и температуры в зависимости от условий окружающей среды или флуктуаций вне рабочих диапазонов модуля. Злоумышленник может использовать преднамеренные отклонения за пределы обычных рабочих диапазонов, чтобы помешать защите криптографического модуля. Криптографический модуль должен либо включать специальные функции защиты окружающей среды, предназначенные для обнаружения колебаний и удаления CSP, либо проходить тщательную проверку на отказ окружающей среды, чтобы обеспечить разумную уверенность в том, что модуль не будет зависеть от колебаний за пределами нормального рабочего диапазона таким образом, что это может поставить под угрозу безопасность модуля.

## Программа проверки криптографических модулей
17 июля 1995 года Национальный институт стандартов и технологий США установил программу проверки криптографического модуля (CMVP), которая проверяет криптографические модули на федеральные стандарты обработки информации на основе криптографии FIPS (Федерального стандарта по обработке информации). Требования безопасности для криптографических модулей для FIPS 140-2 был выпущен 25 мая 2001 года и заменяют требования для FIPS 140-1. Программа проверки криптографического модуля представляет собой совместную работу между Национальным институтом стандартов и технологий США и Канадским центром безопасности коммуникаций. Модули, утвержденные в соответствии с FIPS 140-2, принимаются федеральными агентствами обеих стран для защиты конфиденциальной информации.

## Сертификация

### Рейтинг
Для криптографического модуля выдается общий рейтинг, который указывает:
1. минимум независимых оценок, полученных в областях с уровнями
2. выполнение всех требований по другим направлениям

В сертификате проверки поставщика перечислены отдельные оценки, а также общая оценка.
Национальный институт стандартов и технологий США поддерживает списки проверки для всех своих программ тестирования криптографических стандартов (прошлых и настоящих). Элементы в списке проверки FIPS 140-1 и FIPS 140-2 ссылаются на проверенные алгоритмические реализации, которые отображаются в списках проверки алгоритмов.
Тестирование лабораторией основано на документе, относящемся к FIPS, который называется производным документом требований к испытаниям. В документе излагаются обязанности испытательной лаборатории, а также анализ и тестирование, которые выполняются. В нём также описываются информация и материалы, которые поставщик должен предоставить лаборатории для оценки соответствия модуля требованиям FIPS 140-2.

### Лаборатории, которые проводят тестирования
Все тесты в рамках сертификации проводятся сторонними лабораториями, аккредитованными в качестве лабораторий тестирования криптографических модулей национальной программой добровольной аккредитации лабораторий. Поставщики, заинтересованные в валидационном тестировании, могут выбрать любую из двадцати двух аккредитованных лабораторий.
Аккредитованные лаборатории проводят проверку достоверности криптографических модулей. Криптографические модули тестируются в соответствии с требованиями безопасности для криптографических модулей, изложенных в стандарте FIPS 140-2. Требования безопасности охватывают 11 областей, связанных с проектированием и внедрением криптографического модуля. В большинстве областей криптографический модуль получает рейтинг уровня безопасности (1-4, от самого низкого до самого высокого), в зависимости от требований. Для других областей, которые не обеспечивают различные уровни безопасности, криптографический модуль получает рейтинг, который отражает выполнение всех требований для этой области.

## Различия FIPS 140-1 и FIPS 140-2

### Спецификация криптографического модуля
Первичной модификацией этого раздела является включение утвержденных криптографических алгоритмов и функций безопасности. FIPS 140-1 разделил идентификацию алгоритма на короткий автономный раздел. Однако, учитывая, что криптографический алгоритм является основой модуля, включение спецификации алгоритма в первый раздел FIPS 140-2 было логической реструктуризацией.

### Порты и интерфейсы криптографического модуля
Основное изменение в этом разделе связано с базовым требованием для ввода/вывода открытого текста, которое должно быть отделено от других типов ввода/вывода. FIPS 140-1 выполнил это требование, указав использование физически отдельных портов, начиная с уровня безопасности 3 для ввода/вывода с открытым текстом. Из-за изменений в технологиях (например, разделения времени, выделенных потоков, мультиплексирования и т. д.), Стандарт FIPS 140-2 теперь позволяет физическое разделение портов и логическое разделение в пределах существующих физических портов через доверенный путь.

### Физическая безопасность
Большинство изменений в этом разделе связаны с реорганизацией подразделов, которые определяют требования к трем различным вариантам модуля. FIPS 140-1 был структурирован с отдельным разделом требований для каждого из трех вариантов модулей, а также подраздел, в котором подробно описываются требования к защите от экологической опасности, обеспечиваемые уровнем безопасности 4. FIPS 140-2 переносит все избыточные требования из трех вариантов осуществления в общий раздел, определяющий требования, применимые ко всем. В дополнение к реструктуризации были добавлены новые требования для одночиповых и многочиповых встроенных модулей, позволяющих использовать физические шкафы для защиты модуля.

### Электромагнитные помехи / Электромагнитная совместимость
В этом разделе определяются требования Федеральной комиссии по связи, применимые к криптографическим модулям. Эти требования специфичны для способности модуля работать таким образом, чтобы он не мешал электромагнитным действиям других устройств. Во время процесса обновления раздел данный раздел был изменён, чтобы отразить незначительные изменения в требованиях и ссылках Федеральной комиссии по связи.

## Аналоги FIPS 140-2
Стандарт ИСО/МЭК 19790, являющийся производным от Федерального стандарта по обработке информации 140-2, применяется для криптографических модулей. Он является обязательным для правительства США, как и Федеральный стандарт по обработке информации 140-2. Другие организации и правительственные учреждения подтвердили их использование. Администрация США требует соответствие спецификации для продуктов безопасности, содержащих криптографическое устройство для того, чтобы защитить уязвимые несекретные данные. Криптографические модули, прошедшие проверку на соответствие программным требованиям, получают сертификат. В Российской Федерации ГОСТ Р 54583—2011/ISO/IEC/TR 15443-3:2007 использует данный стандарт с целью обеспечения доверия.

## Критика
Стивен Маркес, являющийся соучредителем, президентом и бизнес-менеджером в OpenSSL до 2017 года, опубликовал критику о том, что сертификация Федерального стандарта по обработке информации 140-2 может привести к сокрытию уязвимостей и других недостатков. Для повторной сертификации программного обеспечения может потребоваться год, если обнаружены дефекты, поэтому компании могут быть оставлены без сертифицированного продукта для отправки. В качестве примера Стивен Маркес упоминает уязвимость, которая была обнаружена, опубликована и исправлена в FIPS-сертифицированном производном OpenSSL с открытым исходным кодом, с публикацией о том, что OpenSSL был сертифицирован заново. Данная ситуация коснулась компаний, использующих OpenSSL. Напротив, некоторые компании были переименованы и, их заверенная копия открытым исходным кодом OpenSSL не была лишена сертификата. Данные компании не устранили уязвимость. Стивен Маркес утверждает, что FIPS непреднамеренно поощряет скрытие происхождения программного обеспечения, устраняя его из-за дефектов, найденных в оригинале, в то же время потенциально оставляя уязвимую копию.